# Paso fronterizo de Al Waleed
Paso fronterizo de Al Waleed (en árabe: نقطة الوليد الحدودية العراقية‎, también deletreado al-Walid), conocido en Siria como al-Tanf, es uno de los tres cruces fronterizos oficiales entre Siria e Irak. Al Waleed se encuentra en el distrito Ar-Rutba de la gobernación de Al Anbar, cerca del punto más occidental de Irak y el punto más al noreste de Jordania, en la región desértica de Badia. Sirve como el principal punto de control fronterizo en la carretera entre Damasco y Bagdad. El puesto de control de al-Tanf está en el lado sirio de la frontera, en la provincia de Homs. El campo de refugiados palestinos de Al-Waleed está cerca. 

## Guerra civil siria
En mayo de 2015, los militantes del Estado Islámico de Irak y el Levante (EIIL) capturaron el punto de control, obteniendo así el control sobre la longitud total de la frontera entre Irak y Siria. A principios de agosto de 2016, el punto de control iraquí fue recapturado por milicias tribales iraquíes progubernamentales respaldadas por las fuerzas lideradas por Estados Unidos. En agosto de 2016, la BBC publicó fotografías tomadas en junio de ese año que, según dijo, mostraban a soldados de las fuerzas especiales británicas que aparentemente custodiaban el perímetro de la base del nuevo ejército sirio, en al-Tanf, en la provincia siria de Homs. 
En marzo de 2017, los rebeldes de Maghawir a-Thawra respaldados por los Estados Unidos reabrieron el punto fronterizo, reanudando el tráfico civil transfronterizo; Se dijo que un grupo conocido como Jaish al-Ashair al-Iraqi controlaba el lado iraquí del cruce. En abril de 2017, se informó que el puesto avanzado de las "fuerzas especiales" estadounidenses en Al-Tanf estaba en combate. El 18 de mayo de 2017, los aviones de combate de la coalición liderada por Estados Unidos atacaron un convoy de fuerzas del gobierno pro-sirio que avanzaban hacia la base de Tanf, donde el ejército estadounidense operaba y entrenaba a rebeldes antigubernamentales. Poco después, se informó que las fuerzas sirias continuaron su avance en una dirección que sugería que su intención podría ser flanquear y aislar la base rebelde/estadounidense en Al-Tanf; las fuerzas gubernamentales parecían usar armas avanzadas fabricadas en Rusia y fueron apoyadas por helicópteros rusos, un informe reconocido el 26 de mayo por el medio de comunicación del ministerio de Defensa ruso.
El 17 de junio de 2017, el ejército iraquí anunció que el ejército iraquí y los combatientes tribales sunitas, apoyados por aviones de la coalición liderada por Estados Unidos, habían desalojado al EIIL del cruce fronterizo de al-Waleed.
A finales de diciembre de 2017, el Jefe del Estado Mayor General de Rusia, Valery Gerasimov, dijo que la guarnición estadounidense en Al-Tanf estaba completamente bloqueada por las fuerzas del gobierno sirio; También afirmó que Estados Unidos estaba usando la base como una instalación de entrenamiento para exmilitantes del EIIL.